# Limax amaliae
Limax amaliae ist eine Nacktschnecken-Art aus der Familie der  Schnegel (Limacidae), die zu den Landlungenschnecken (Stylommatophora) gehört. Sie ist bisher nur sehr ungenügend untersucht und daher eine unsichere Art.

## Merkmale
Der Körper ist mit Ausnahme einer dünnen, etwas unregelmäßigen weißen Mittellinie tiefschwarz bis gräulich-schwarz. Der Mantelschild ist um Nuancen weniger dunkel. Auf der in Längsrichtung dreigeteilten Sohle sind die randlichen Felder bläulich-grau, das Mittelfeld dagegen bleich. Der Rücken weist sehr kräftige, stark gefältelte Längsfalten und Längsfurchen auf. Die Anatomie ist bisher nicht bekannt. 

## Geographische Verbreitung und Lebensraum
Die Art ist bisher nur aus einem kleinen Areal in der Umgebung von Mailand und der angrenzenden Provinz Pavia (Italien) bekannt geworden.
Über die Lebensweise, vor allem über das bei Limax-Arten für die Taxonomie so wichtige Kopulationsverhalten ist bisher nichts bekannt.

## Taxonomie
Das Taxon wurde von Eugenio Bettoni 1871 als Limax Da-Campi var. Amaliae erstmals beschrieben. Der Holotyp stammte von Lambrate bei Mailand. Lambrate ist heute ein Stadtteil von Mailand und völlig überbaut. Im Forum „Natura Mediterraneo“ wurde jedoch vor kurzem Fotos von zwei Exemplaren dieser Art vorgestellt. Das eine Exemplar wurde bei Giussago (Provinz Pavia), hart an der Grenze zur Metropolitanstadt Mailand gefunden, das andere Exemplar bei Paullo (Metropolitanstadt Mailand).
Die Art ist nach Frau Amalia Marangoni Maj aus Pavia benannt worden.

## Belege